# Liste der Naturdenkmale in Rüsselsheim am Main
Die Liste der Naturdenkmale in Rüsselsheim am Main nennt die im Gebiet der Stadt Rüsselsheim am Main im Kreis Groß-Gerau in Hessen gelegenen Naturdenkmale.
| Bild            | Bezeichnung                              | Ortsteil, Lage                                             | Beschreibung | Art            | Nr.   |
| --------------- | ---------------------------------------- | ---------------------------------------------------------- | ------------ | -------------- | ----- |
| BW              | Stresemann-Eiche 1                       | 49° 59′ 57,2″ N, 8° 25′ 19,3″ O                            |              | Eiche          | RÜ 1  |
| BW              | Stresemann-Eiche 2                       | 49° 59′ 57,2″ N, 8° 25′ 19,3″ O                            |              | Eiche          | RÜ 2  |
| Fotos hochladen | Haßloch-Eiche                            | Haßloch 49° 59′ 12,4″ N, 8° 27′ 22,6″ O                    |              | Eiche          | RÜ 3  |
| Fotos hochladen | Bismarck-Eiche                           | Königstädten, Bismarckplatz 49° 57′ 48,2″ N, 8° 27′ 0,7″ O |              | Eiche          | RÜ 4  |
| Fotos hochladen | Eiche im Hinterhof der Altentagesstätte  | Frankfurter Straße 49° 59′ 44,2″ N, 8° 24′ 50,4″ O         |              | Eiche          | RÜ 5  |
| BW              | Eiche; Schützenhaus Tell-Haßloch         | 49° 58′ 36,7″ N, 8° 27′ 17,5″ O                            |              | Eiche          | RÜ 6  |
| Fotos hochladen | Pyramideneiche; Dr.-Fritz-von-Opel-Platz | Dr.-Fritz-von-Opel-Platz 49° 59′ 14,3″ N, 8° 25′ 52,7″ O   |              | Pyramideneiche | RÜ 7  |
| BW              | Zwillingseiche im Ostpark                | 49° 59′ 3,8″ N, 8° 26′ 13,9″ O                             | [ 3 ]        | Eiche          | RÜ 8  |
| BW              | Eiche im Ostpark                         | 49° 59′ 4,2″ N, 8° 26′ 14,3″ O                             | [ 3 ]        | Eiche          | RÜ 9  |
| Fotos hochladen | Eiche im Keplerring                      | Keplerring 49° 58′ 46,9″ N, 8° 26′ 40,2″ O                 |              | Eiche          | RÜ 10 |

## Hinweis
Im Unterschied zum übrigen Kreis Groß-Gerau liegt in der Sonderstatusstadt Rüsselsheim die Zuständigkeit als Untere Naturschutzbehörde bei der Stadt Rüsselsheim.

## Belege
1. ↑  Naturdenkmale im Kreis Groß-Gerau. (pdf; 39 kB) Der Kreis Groß-Gerau, 15. Januar 2014, S. 3, archiviert vom Original (nicht mehr online verfügbar) am 15. Februar 2016; abgerufen am 24. Januar 2016.
2. ↑  
Naturdenkmale im Kreis Groß-Gerau. (pdf; 851 kB) (Karte). Der Kreis Groß-Gerau, 15. Januar 2014, archiviert vom Original (nicht mehr online verfügbar) am 15. Februar 2016; abgerufen am 24. Januar 2016.
3. 1 2  Hinweis: Koordinaten ungenau

- Karte mit allen Koordinaten:
- OSM |
- WikiMap